# Distribució Stephenson

La 'distribució Stephenson és un mecanisme de distribució de disseny simple que va ser àmpliament utilitzat a tot el món en diferents tipus de màquines de vapor. El seu nom prové de Robert Stephenson però va ser inventat pels seus empleats.